# San Pietro in Amantea
San Pietro in Amantea è un comune italiano di 456 abitanti della provincia di Cosenza in Calabria. Ha un territorio compreso tra 46 e 644 metri s.l.m.; l'abitato è situato a 374 metri di altitudine.

## Società

### Evoluzione demografica
Abitanti censiti